# Postgeschichte und Briefmarken von Marokko
Die Postgeschichte Marokkos ist aufgrund der politischen Entwicklung des Landes im 20. Jahrhundert sehr komplex. Bis zur Aufteilung Marokkos in ein französisches und ein spanisches Protektorat sowie die Internationale Zone von Tanger, unterhielt das Sultanat eine Landespost, die zeitweilig mit privaten Botendiensten konkurrierte. Internationale Post wurde über die ab 1857 eingerichteten Auslandspostämter europäischer Großmächte versandt. Nach der Teilung Marokkos 1912 bauten Frankreich und Spanien in ihren jeweiligen Protektoratszonen eigene Postdienste auf. Auch nach der Unabhängigkeit Marokkos im Jahre 1956 dauerte es über ein Jahr, bis beide Landesteile postalisch wieder vereinigt waren. Heute erstreckt sich der Postdienst Marokkos auch auf das 1969 von Spanien abgetretene Ifni und die seit 1976/79 besetzte Westsahara.

## Die Post im Sultanat Marokko bis 1912

### Private Botendienste
Ab 1891 operierten in Marokko zahlreiche private Botendienste, von denen die meisten auch Briefmarken herausgaben. Die Briefmarken trugen Wertangaben in französischer oder spanischer Währung, die zu dieser Zeit in Marokko weit verbreitet waren und aufgrund der Lateinischen Münzunion gleichen Wert besaßen.
Ein Botendienst erwarb für eine Postlinie zwischen zwei Städten eine Lizenz, in einigen Fällen waren auf bestimmten Linien nacheinander mehrere Firmen tätig. Alle noch bestehenden Lizenzen wurden 1909 annulliert, in den Jahren 1910 bis 1912 übernahm die Scherifische Post den Inlandspostdienst.
| Postlinie zwischen den Städten | Bemerkungen | Bild |
| Demnat – Marrakesch            | Postdienst von Charles Firbach, Oktober 1906 bis Januar 1907 |      |
| Ksar el Kebir – Ouezzane       | Auf dieser Linie gab es von Februar 1896 bis Januar 1897 einen Dienst der Franzosen Galuntuomini und Sirfati und von November 1896 bis Mai 1897 einen spanischen Dienst von Joseph Cohen |      |
| Fès – Meknes                   | Postdienst von Messaoud Bensimon, von Januar 1897 bis Mai 1901, es wurden sowohl Frei- als auch Portomarken ausgegeben |      |
| Fès – Sefrou                   | September 1894 gegründet, bis Dezember 1901 betrieben von Abudarham |      |
| Mazagan – Asimmur – Marrakesch | Postdienst von Marcel Bensimon (auch Messoud Bensimon), März 1897 bis Juli 1901 |      |
| Mazagan – Marrakesch           | Postdienst des französischen Unternehmers Isaac Brudo ab September 1891. Die Firma Brudo wurde am 16. Juli 1900 von der franz. Staatspost gekauft und die Marken von dieser bis zum 15. Juli 1902 aufgebraucht. Ab 1897 existierte auf dieser Route ein privater Botendienst, der gemeinsam vom italienischen Vizekonsul und dem Leiter der britischen Post in Marokko organisiert wurde. |      |
| Mogador – Agadir               | Spanisches Unternehmen unter der Leitung von David El Maleh, Postdienst von September 1899 bis Dezember 1900 |      |
| Mogador – Marrakesch           | April 1893 von der deutschen Firma Marx & Co. gegründet, bis Januar 1911 betrieben |      |
| Safi – Marrakesch              | Französisches Unternehmen von Isaac Brudo und Joseph André, Juni 1898 bis Januar 1901 |      |
| Tanger – Arzila                | Dezember 1895 von Aaron Cohen gegründet, Dezember 1898 eingestellt |      |
| Tanger – Ksar el Kebir         | August 1898 von der spanischen Firma Joseph S. Pariente gegründet und bis Dezember 1900 betrieben |      |
| Tanger – Fès                   | Juli 1892 vom franz. Unternehmen Charles Gautsch et Cie. gegründet, die Firma wurde Ende 1892 an die franz. Staatspost verkauft, welche den Dienst weiterführte und die Marken von Gautsch bis 1. April 1893 aufbrauchte |      |
| Tanger – Larache               | Februar 1898 von dem britischen Unternehmer James Nahon gegründet und am Ende des gleichen Jahres geschlossen |      |
| Tanger – Tetuan                | Portugiesisches Unternehmen von Salvador Hassan, von September 1896 bis Juni 1898 |      |
| Tetuan – Chefchaouen           | März 1896 von Josué Benchimol gegründet, im darauf folgenden Jahr von einer spanischen Firma übernommen und bis Mai 1898 betrieben |      |
| Tetuan – Ksar el Kebir         | Februar 1897 vom franz. Unternehmer Si Allal Abdi gegründet und im Dezember 1898 geschlossen |      |

### Scherifische Post
Die Scherifische Post wurde am 22. November 1892 durch Sultan Mulai al-Hassan I. gegründet. Sie stand bis 1909 in Konkurrenz zu den privaten Botenlinien und war nur für den Inlandverkehr zuständig. Zunächst verwendete die Post keine Briefmarken, sondern erhob das Porto in bar. Briefe wurde mit Negativstempeln in schwarzer Farbe gestempelt, die den Aufgabeort und eine Vorausbezahlung des Portos dokumentierten. Ende 1911 erfolgte eine Reorganisation des Postdienstes mit Hilfe französischer Berater, 1912 wurden Briefmarken eingeführt. Die Briefmarken tragen Wertangaben in Marokkanischen Rial, die in 500 Mouzounat unterteilt waren.
Nach der Errichtung des französischen und spanischen Protektorates über Marokko, blieb der Dienst noch bis 1915 bestehen, als Stadtpost in Tanger sogar noch bis 1919.

## Auslandspostämter in Marokko
Marokko war bis 1920 kein Mitglied im Weltpostverein. Sendungen ins Ausland mussten daher in Postämtern europäischer Staaten aufgegeben werden. Zwischen 1857 und 1957 unterhielten zeitweilig vier Staaten Auslandspostämter in den großen Städten Marokkos.

### Britische Post

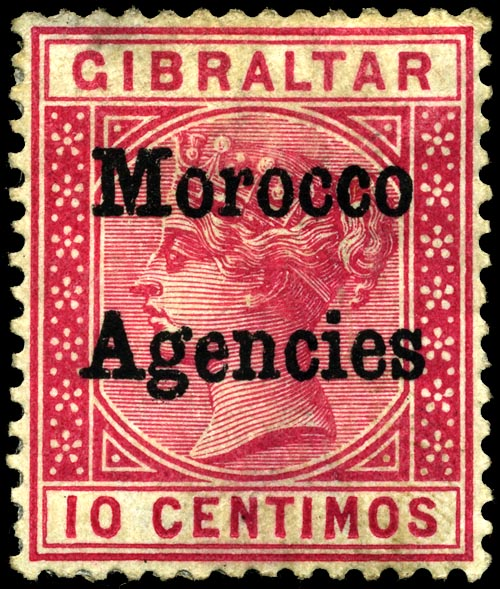
Marke für die britische Post in Marokko von 1898

Die erste britische Postagentur wurde 1857 in Tanger eröffnet. Bis zum Ende des 19. Jahrhunderts folgten weiter Postagenturen in Fès, Larache, Mazagan, Mogador, Rabat, Safi und Tetuan. Diese Agenturen unterstanden der britischen Post in Gibraltar und verwendeten Marken des Mutterlandes Großbritannien. Bis 1872 wurden die Briefe nur eingesammelt und nach Gibraltar gebracht, wo sie mit dem Balkenovalstempel A26 des Postamtes Gibraltar gestempelt und weitergeleitet wurden. Ab 1872 ist die Verwendung eines Ortsstempels in Tanger belegt, der meist nur auf dem Umschlag abgeschlagen wurde. Die weitere Bearbeitung und Abstempelung der Briefmarke mit dem Stempel A26 erfolgte bis Ende der 1870er Jahre weiterhin in Gibraltar. Erst danach wurden ins Ausland adressierte Postsendungen vollständig in Marokko bearbeitet, bevor sie über Gibraltar weitergeleitet wurden. Ab 1886 gab die britische Post Marken für Gibraltar heraus, die auch in Marokko verwendet wurden.
Die ersten Briefmarken speziell für die Agenturen in Marokko wurden 1888 durch Aufdruck des Schriftzuges Morocco Agencies auf Briefmarken Gibraltars hergestellt. Die ersten Aufdrucke wurden vom Gibraltar Chronicle angefertigt, spätere Auflagen erhielten Aufdrucke in London, die kleine Abweichungen zeigen.
Im Jahre 1907 wurden die Agenturen in Marokko direkt von der britischen Post übernommen. Der Aufdruck „Morocco Agencies“ erfolgte nun auf Marken Großbritanniens, zusätzlich wurde die Wertangabe durch Aufdruck in die damals in Marokko gebräuchliche Spanische Peseta geändert.
Nach der Teilung Marokkos 1912 gab die britische Post Marken mit Aufdruck „Morocco Agencies“ in drei verschiedenen Währungen heraus:
- Marken in Pfund Sterling für alle Postagenturen, bis 1957 in Gebrauch;
- Marken in Spanischer Peseta für Spanisch-Marokko, bis 1956 in Gebrauch;
- Marken in Französischem Franc für Französisch-Marokko, diese Ausgaben wurden schon 1938 eingestellt.

Außerdem wurden britische Marken ohne jeden Aufdruck ab 1937 für Pakete verwendet.
Die letzte britische Postagentur in Tetuan wurde am 30. April 1957 geschlossen.

### Französische Post
Die erste französische Postagentur in Marokko wurde 1862 in Tanger eröffnet. Zur Freimachung wurden Briefmarken der französischen Post verwendet, die entweder mit dem Punkt-Rhombus-Stempel mit der Nummer 4018 oder mit dem Orts-Datumsstempel Tanger entwertet wurden. Die Postagenturen erhielten 1891 spezielle Briefmarken, die Aufdrucke mit einer Wertangabe in spanischer Währung auf französischen Urmarken zeigen. Bis zur Umwandlung der Auslandspostanstalten in Postämter des französischen Protektorates Marokko, bzw. der Schließung der französischen Postagenturen in der spanischen Zone 1917, wurden insgesamt 37 verschiedene Frei- und 16 Portomarken verausgabt.

### Spanische Post

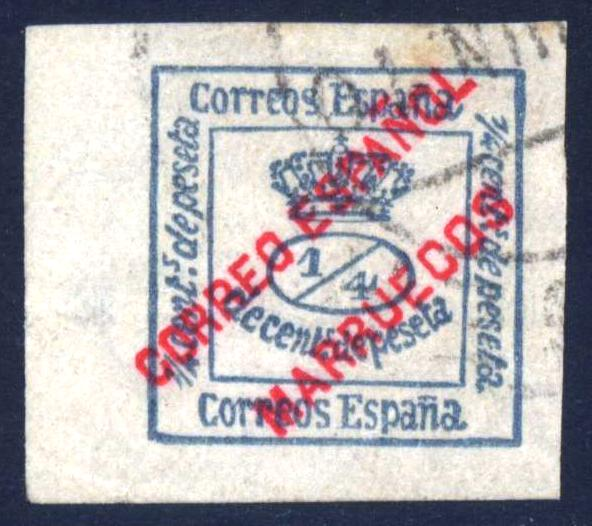
Marke der spanischen Post in Marokko von 1903

Spanische Postagenturen wurden ab 1867 in Marokko eröffnet. Bis 1903 wurden spanische Briefmarken verwendet, die an den Ortsstempeln von Arzila, Casablanca, Larache, Mazagan, Mogador, Rabat, Safi, Tanger und Tetuan erkennbar sind.
Ab 1903 wurden für die Agenturen in Marokko spanische Briefmarken mit dem Aufdruck CORREO ESPAÑOL / MARRUECOS eingeführt. Im Jahre 1909 wurde eine aus neun Werten bestehende Markenserie durch Aufdruck eines Gummihandstempels TETUAN hergestellt, die nur in diesem Ort verkauft wurde. Die letzte Serie vor der Aufteilung Marokkos erschien zwischen 1910 und 1913, wieder mit dem ursprünglichen Aufdruck von 1903.
Im Laufe des Jahres 1914 wurden die spanischen Postagenturen in der französischen Zone geschlossen, von den Agenturen in der spanischen Zone ausgehend, wurde ab 1912 der Postdienst für Spanisch-Marokko aufgebaut.

### Deutsche Post
Am 20. Dezember 1899 wurde das erste deutsche Auslandspostamt in Marokko, in Tanger eröffnet. Es fungierte als zentrale Dienststelle für eine Reihe weiterer solcher Einrichtungen die die Deutsche Reichspost in größeren Städten in Marokko eröffnete. 

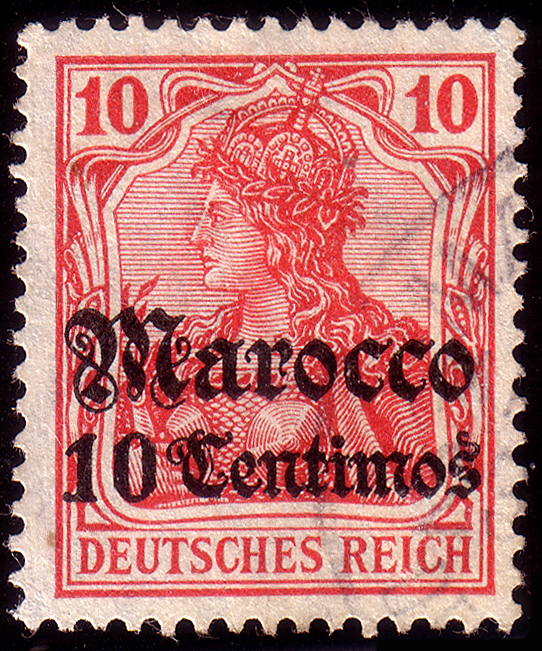
Marke der deutschen Reichspost in Marokko von 1905

| Stadt                      | Lage im Protektorat ab 1912 | eröffnet          | geschlossen     |
| -------------------------- | --------------------------- | ----------------- | --------------- |
| Alkassar                   | Spanien                     |                   | 12. Juni 1919   |
| Arzila                     | Spanien                     |                   | 12. Juni 1919   |
| Asimmur                    | Frankreich                  |                   | 5. August 1914  |
| Casablanca                 | Frankreich                  |                   | 5. August 1914  |
| Fès                        | Frankreich                  |                   | 5. August 1914  |
| Larache                    | Spanien                     |                   | 12. Juni 1919   |
| Marrakesch                 | Frankreich                  |                   | 5. August 1914  |
| Mazagan                    | Frankreich                  |                   | 5. August 1914  |
| Meknes                     | Frankreich                  |                   | 5. August 1914  |
| Mogador (heute: Essaouira) | Frankreich                  |                   | 5. August 1914  |
| Rabat                      | Frankreich                  |                   | 5. August 1914  |
| Safi                       | Frankreich                  |                   | 5. August 1914  |
| Tanger                     | neutrales Gebiet            | 20. Dezember 1899 | 19. August 1919 |
| Tétouan                    | Spanien                     |                   | 12. Juni 1919   |

## Marokko unter europäischer Herrschaft

Aufteilung Marokkos von 1912 bis 1956

Durch den Vertrag von Fès erkannte der Sultan von Marokko am 30. März 1912 die Schutzherrschaft Frankreichs an. Frankreich und Spanien schlossen am 27. November 1912 ein Abkommen, durch welches das Territorium weiter aufgeteilt wurde. Der größte Teil gelange als Französisch-Marokko unter französische Kontrolle, ein Gebiet an der Mittelmeerküste und Kap Juby an der Grenze zur Westsahara bildeten das Protektorat Spanisch-Marokko. Die Stadt Tanger und ihr Umland wurde bereits seit 1892 vom diplomatischen Korps verwaltet und blieb neutral unter formeller Souveränität des Sultans von Marokko. Erst am 18. Dezember 1923 wurde die Internationale Zone von Tanger durch Abkommen verbindlich festgelegt. In den Protektoraten entstanden eigenständige Postdienste unter französischer und spanischer Kontrolle, in Tanger hingegen wurden die Postämter weiterhin direkt von den staatlichen Postdiensten Frankreichs, Spaniens und Großbritanniens betrieben.

### Französisches Protektorat

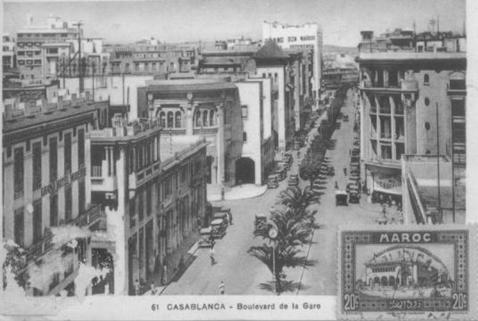
Bildpostkarte mit einer Briefmarke, die das Hauptpostamt in Casablanca zeigt

Frankreich begann 1914 mit dem Aufbau eines flächendeckenden Postdienstes und bediente sich dabei der schon bestehenden Postagenturen und einiger in den 1890er Jahren gekaufter privater Botendienste.
Die erste Markenserie von 1914 bis 1921 war noch provisorisch durch einen Aufdruck Protectorat français auf französischen Urmarken hergestellt worden. Ab 1917 führte die Post speziell für Marokko gedruckte Ausgaben ein, die Landschaften und lokale Sehenswürdigkeiten zeigten. Bis 1917 wurden Briefmarken in spanischer Währung verkauft, danach bis 1921 in französischer Währung. Die 1921 erfolgte Einführung des Marokkanischen Franc ist auf Briefmarken nicht ersichtlich, da dieser 1:1 an den Französischen Franc gebunden war. Die Landesbezeichnung MAROC erschien in lateinischer und arabischer Schrift, es fehlten ab 1917 Hinweise auf den politischen Status Marokkos als Protektorat. Auch das bei zeitgenössischen Briefmarken Frankreichs und seiner Kolonien zu findende verschlungene RF (für République Française) fehlt auf marokkanischen Marken.
Am 1. Oktober 1920 trat Französisch-Marokko dem Weltpostverein bei, dadurch konnte die französisch-marokkanische Post Auslandssendungen bearbeiten.
Im Zweiten Weltkrieg spielten marokkanische Briefmarken eine Rolle bei der Alliierten Kriegspropaganda. Um eine bevorstehende deutsche Besetzung Marokkos vorzuspiegeln, brachte man in Großbritannien den Aufdruck Deutsche Reichspost in Marokko auf zwei Freimarken des Protektorates an und spielte sie der Vichy-Regierung zu.

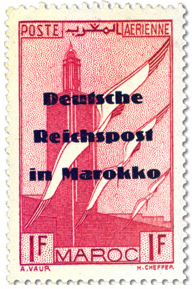
Von den Alliierten veranlasster Aufdruck auf einer marokkanischen Briefmarke zur Kriegspropaganda

### Spanisches Protektorat

#### Spanisch-Marokko
Ab 1914 richtete die Postverwaltung des spanischen Protektorates einen Postdienst in dem Spanien zugesprochenen Teil Marokkos an der Mittelmeerküste ein. Die ersten Postämter gingen aus den schon existierenden Auslandspostämtern der vorkolonialen Zeit hervor. Der Aufbau des Postdienstes erfuhr einen Rückschlag während des Rifkrieges von 1921 bis 1926, da die meisten Orte durch Aufständische besetzt und spanische Verwaltungseinrichtungen zerstört worden waren.
Die Briefmarken des Protektorates zeigen meist Landschaftsszenen; die Landesangabe lautet Marruecos Protectorado Español. Die Wertangabe erfolgte in spanischer Währung.

#### Kap Juby

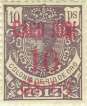
Briefmarke von Rio de Oro, 1916 für Kap Jubi überdruckt

Kap Juby bildet einen schmalen Streifen zwischen dem französischen Protektorat und Spanisch-Sahara mit dem Hauptort Tarfaya. Erst 1916 besetzte Spanien das ihnen 1912 zugesprochene Gebiet und begann mit dem Aufbau des Postwesens. Die ersten Briefmarken erschienen 1916. Es handelt sich um Marken von Río de Oro mit der Aufschrift CABO JUBI. Von 1919 bis 1929 lauteten die Aufdrucke Cabo Juby auf spanischen Marken, anschließend auf Marken von Spanisch-Marokko. Post wurde von oder nach Tarfaya über die Kanarischen Inseln befördert. Im Jahre 1948 wurde Kap Juby an den Postdienst von Spanisch-Sahara angeschlossen und der Verkauf eigener Marken eingestellt.

### Tanger

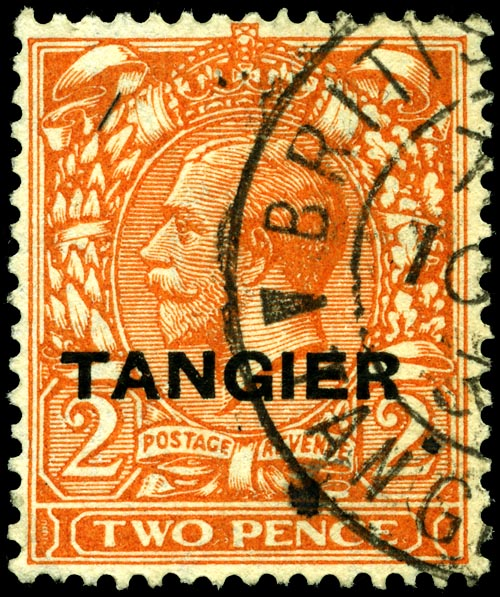
Marke für das britische Postamt in Tanger von 1927

Nachdem Tanger durch den französisch-spanischen Vertrag vom 27. November 1912 aus den Protektoraten ausgeklammert worden war und zu einer neutralen Zone erklärt wurde, änderte sich am Postwesen zunächst nichts. Sowohl die Auslandspostanstalten des Deutschen Reiches, Frankreichs, Großbritanniens und Spaniens, sowie die Scherifische Post blieben bestehen. Erst 1919 wurden das deutsche und scherifische Postamt geschlossen.
1918 gab die französische Post erstmals spezielle Marken für das Postamt in Tanger in französischer Währung mit dem Aufdruck des Stadtnamens heraus. Neben 12 Freimarken, gelangten in der Folgezeit auch einige Portomarken und Postauftragsmarken mit dem Aufdruck TANGER zur Ausgabe. Ab Oktober 1924 wurden im französischen Postamt die Briefmarken Französisch-Marokkos verwendet; eine Ausnahme bildete nur eine spezielle Serie von 10 Flugpostmarken, die am 1. Februar 1929 erschien und wieder den Aufdruck TANGER zeigt.
Das spanische Postamt verwendete bis 1923 die Marken von Spanisch-Marokko, danach erhielt das Postamt spanische Urmarken mit dem Aufdruck CORREO ESPAÑOL / MARRUECOS. Weitere Marken mit solchen Aufdrucken oder CORREO ESPAÑOL / TANGER oder einfach TANGER erschienen bis 1940. Während des Zweiten Weltkrieges besetzten spanische Truppen Tanger und das Postamt verwendete vom 14. Juni 1940 bis 1947 Marken von Spanisch-Marokko. Auf internationalen Protest hin, räumte Spanien Tanger 1947 und der Vorkriegsstatus als Internationale Zone wurde wiederhergestellt. Zwischen 1948 und 1956 kamen die einzigen speziell für Tanger geschaffenen Briefmarken an die Postschalter, welche Straßenszenen, zeitgenössische Transportmittel und Gesichter von Marokkanern zeigen.
Im spanischen Postamt waren auch Marken des Mutterlandes Spanien gültig, allerdings wurden sie dort nicht verkauft.
Die britische Post verwendete bis 1927 Marken des Mutterlandes mit Aufdruck „Morocco Agencies“. Am 1. Mai 1927 kamen erstmals Marken von Großbritannien mit Aufdruck TANGIER an die Postschalter. In der Folgezeit wurden viele der in Großbritannien erschienenen Marken mit diesem Aufdruck auch in Tanger verkauft. Neben diesen Aufdruck-Marken waren ab 1937 auch normale britische Marken in Tanger gültig, die Aufdruck-Marken durften ab 1950 auch in Großbritannien verwendet werden und blieben dort bis zur Einführung der Dezimalwährung 1971 gültig.
Das britische Postamt in Tanger wurde am 30. April 1957 geschlossen.

## Marokko nach der Unabhängigkeit
Am 2. März 1956 wurde Marokko von Frankreich in die Unabhängigkeit entlassen und am 7. April 1956 gelangte die Nordzone des spanischen Protektorates wieder unter marokkanische Kontrolle. Das international verwaltete Tanger wurde am 1. Januar 1957 wieder in den marokkanischen Staat integriert.
Aufgrund der Währungsunterschiede zwischen dem ehemaligen Spanisch-Marokko und dem ehemaligen Französisch-Marokko, gab die neue marokkanische Post bis Ende 1957 Briefmarken in spanischer Währung heraus, die nur in der ehemals spanischen Nordzone und in Tanger gültig waren. Der südliche Landesteil verwendete Briefmarken mit der Inschrift „Royaume du Maroc“ in Franc-Währung. Ab 1958 galt der Franc im gesamten Marokko und die ersten Briefmarken für das gesamte Land erschienen anlässlich der Weltausstellung in Brüssel.
Nach dem Ifni-Krieg wurde 1958 Kap Juby wieder in den marokkanischen Staat eingegliedert. Der marokkanische Postdienst wurde 1969 auch auf das ehemals spanische Ifni und 1975 auf die Nordhälfte der Westsahara ausgedehnt. Seit 1979 ist die marokkanische Post für die gesamte Westsahara innerhalb des Marokkanischen Walls zuständig.
Briefmarken trugen bis 1960 Wertangaben in Marokkanischen Franc, der Franc wurde danach die Untereinheit des Marokkanischen Dirham, bis er 1974 durch den Santim ersetzt wurde.